# スコット・ピルグリムVS.ザ・ワールド: ザ・ゲーム
『スコット・ピルグリムVS.ザ・ワールド: ザ・ゲーム』（SCOTT PILGRIM VS. THE WORLD: THE GAME）は、2010年10月20日にダウンロード販売専用ソフトとして発売されたアクションゲームで、開発・販売はユービーアイソフト。対応機種はPlayStation 3とXbox 360。2021年1月14日には『Scott Pilgrim vs. The World: The Game - Complete Edition』がPlayStation 4、Xbox One、Nintendo Switch、Microsoft Windows、Google Stadia向けに発売。

## 概要
本作は、カナダの漫画家ブライアン・リー・オマリーが執筆した漫画作品『スコット・ピルグリム(英語版)』および、その映画版『スコット・ピルグリム VS. 邪悪な元カレ軍団』を原作とするゲーム作品である。
ゲームジャンルは、オーソドックスな2Dタイプの横スクロールアクションゲーム。ネットワークを利用したオンライン同時プレイ（Co-op）には対応していないが、オフラインでは最大4人同時プレイが可能。
本作の特徴として、いわゆる「レトロゲーム」の雰囲気を意図的に再現している点が挙げられ、グラフィックは背景やキャラクターからメニュー画面に至るまでドット絵で描かれているほか、音楽面では内蔵音源を思わせる独特な音質の効果音やBGM（チップチューン）が使われている。また、レトロゲームのパロディやオマージュが随所に散りばめられているのも特徴で『くにおくん』シリーズや『スーパーマリオ』シリーズ、『ロックマン』シリーズなど日本人でも馴染みの深い作品を元にした演出、ゲームネタが大量に盛り込まれている。特に『ダウンタウン熱血物語（海外名:River City Ransom）』は強くリスペクトされており、本作の操作性やゲームシステムの基盤となっている。なお、これらの演出は、原作コミックの作風を取り入れたものである。
グラフィック面は、日本の漫画・ゲーム文化に造詣の深い、オーストラリアのイラストレーターであるポール・ロバートソンが担当。また、音楽面ではアナマナグチが楽曲を提供している。
その後、2011年1月13日に追加ダウンロードコンテンツである「Knives Chau追加パック」が両機種同時販売開始。コンテンツ購入後は、プレイヤーキャラクターとして「Knives」が、ゲームモードとして「BATTLE ROYAL」と「DODGE BALL」をプレイすることができるようになる。
2010年年末に海外ゲームサイト「Spike」で行われた「Video Game Award 2010（VGA2010）」において、複数の賞を受賞・受賞候補にノミネートされるなど、優秀な成績を収めた。

## ストーリー
舞台は、カナダにある都市・トロント。
売れない音楽バンド「Sex Bob-omb」のベーシストをしている23歳の青年Scott Pilgrimは、あるとき一人の女性Ramona Flowersと恋に落ちる。
しかし、Ramonaには、かつて付き合っていた「7人の邪悪な元カレ軍団（Evil EX-boyfriend）」が存在し、彼女と付き合うにはその全員を倒さなければならないという。
ちょっと頼りないがケンカは強いScottは、この恋を成就させるため、バンドメンバーであるStephen StillsとKim Pine、そして恋人Ramonaとともに、7人の邪悪な元カレ軍団に立ち向かうのであった。

## ゲームモード
STORY MODE
ストーリーモード。使用するキャラクターを選択し、ステージを攻略しながらゲームクリアを目指すモード。全7ステージ。
ゲームの内容は全キャラクター共通だが、エンディングは個別に用意されている。また、ゲーム中に特定の条件を満たすことで、隠しキャラクターやストライカーのロックを解除することができる。
BOSS RUSH
ボスラッシュ。特定の条件を満たすことで選択可能になる隠しモードの1つ（EXTRA GAME MODES）。
いわゆるタイムアタックモードで、ストーリーモードに登場したボスキャラクターたちに連戦を挑み、どれだけ早く全員倒したかを競う。ネットワークを利用したスコアランキングにも挑戦可能。
SURVIVAL HORROR
サバイバルホラー。特定の条件を満たすことで選択可能になる隠しモードの1つ（EXTRA GAME MODES）。
いわゆるサバイバルモードで、無限に出現するゾンビたちを相手に撃破数と生存時間を競う。制限時間は最長30分。ネットワークを利用したスコアランキングにも挑戦可能。
BATTLE ROYAL
バトルロイヤル。「Knives Chau追加パック」購入後プレイ可能。シングルプレイ不可。
使用するキャラクターを選択し、プレイヤー同士でバトルを行うシンプルな対戦モード。『ダウンタウン熱血行進曲』のバトルロイヤルのように、ステージ内に落ちている小道具を武器として使用可能。
DODGE BALL
ドッジボール。「Knives Chau追加パック」購入後プレイ可能。
マップ内に落ちているボールを投げ合ってバトルを行う対戦モード。他のモードと違って、パンチなどの通常攻撃ではダメージを与えることができない。現実のドッジボールではなく『熱血高校ドッジボール部』に近いルールである。

## システム
ゲームとしてはマップパートとアクションパートを行き来する、ステージクリアタイプのアクションゲームとなっている。アクションパートの操作はベルトスクロールアクションに近く、目の前に立ちふさがる大量の敵（NPC）を倒しながら先に進んでいき、最後のエリアにいるボスキャラクターを倒すことで次のステージへのロックが解除されるようになっている。
本作ではレベル制が採用されており、各キャラクターは最大レベル16まで上げることが可能。『レベル』が上がると体力と気力が全回復し、新たな『ムーブ』を習得するが、基本的にキャラクターの能力値は上昇しない。そのためキャラクターの回復や強化は、一般的なアクションゲームの「ステージに設置されたアイテムを入手する」方式ではなく「敵を倒して得たお金（マネー）を使い、お店で売っている食事やアイテムを購入する」ことで行われる。
戦闘方法は素手による肉弾戦がメインとなるが、マップ内に設置されているオブジェクト（バットや看板、ゴミ箱など）を拾うことで武器にすることも可能。攻撃アクションは、威力は低いが連続攻撃が可能な「ファストアタック」と動作は遅いが一撃の威力は高い「ストロングアタック」のほかに、特定のゲージを消費することで発動できる特殊な攻撃も存在する。代表的なものに、周囲にいる敵キャラを吹き飛ばす「スーパーアタック」や、サポートキャラクターを召還してプレイヤーの援護をさせる「ストライカー」などがある。また、ダウンした敵も担ぎ上げることで武器として使用することができるほか、そのまま投げ飛ばしてダメージを与えることも可能。
また、ダメージを受けることなく規定数の敵キャラクターを倒すことに成功すると「ハイパー」状態になり、プレイヤーキャラクターが光り始める（IN THE ZONE）。この状態のときは全ての動作が高速化され、「ファストアタック」で連打攻撃を繰り出すことができるようになるが、一定時間経過するか相手の攻撃を連続して受けた場合は即座に解除される。
その他の特殊な動作として「挑発」が可能。基本的にはポーズを決めるだけで特に効果はないが、マルチプレイ時にプレイヤーキャラ全員が同時に「挑発」を行うことで「スーパーコープアタック」が発動できる。こちらは全員の『GP』を消費するが「スーパーアタック」よりも広範囲を攻撃することが可能。また、マルチプレイ時ではキャラクターがやられても制限時間内に他のプレイヤーが蘇生動作を行うことができれば、ライフを失わずに復活させることが可能となる。

## ショップ
ステージには、しばしばお店（ショップ）が設置されていることがあり「マネー」を使用することでアイテムの購入が可能。購入できるアイテムは大きく分けて3種類に大別できる。
ミール（meal）
フードアイテム（料理などの食事）。購入と同時に使用され、その場で効果を発揮するタイプ。
基本的に体力（HP）や気力（GP）の回復を目的としているが、回復効果に加えて能力値や経験値（XP）を増加させる効果を持つものもある。
『スナック』と違って「持っていく」ことはできないものの、効果量は多め。
スナック（snack）
フードアイテム（軽食やドリンクなど）。購入時に、その場で使用するか持っていくかを選択できるタイプ。
「持っていく」を選択した場合、その場では効果を発揮せず、後でプレイヤーキャラクターのHPがゼロになったときに自動的に使用されるようになる。
基本的には『ミール』と同じく回復を目的とするアイテムだが『ミール』よりも効果量が劣るものが多い反面、比較的安価で購入することができる。また「持っていく」ことができるのがスナック最大の特徴である。
なお『スナック』は一度に1つしか所持することができないため、『スナック』購入後に別のものに買い換えるには先に現在持っているものを使用する必要がある。
アクセサリー（accessory）
フード以外のアイテム。購入と同時に使用され、その場で効果を発揮するタイプ。
回復を目的とする『ミール』と『スナック』に対し、プレイヤーキャラクターの強化を専門とするアイテム。回復効果を持たない分、ステータスの上昇値は大きく、中にはプレイヤーキャラクターに『ムーブ』を習得させる特殊なものも存在する。
なお、定義上の名称は「アクセサリー」だが、本や音楽CD、レンタルビデオなどの雑貨系アイテムもこれに分類される。

## ステータス
キャラクターには能力値が設定されており、強化することで様々な恩恵が得られる。それぞれの用語と意味は以下の通り。
- LIFE（ライフ）…残機。これがゼロのときにプレイヤーキャラクターがやられるとゲームオーバーになり、マップ画面に戻される。
- HP(ハートポイント)…体力。この数値がゼロになると『GP』を消費して補填され、HPとGPが両方ともゼロになった時点で『ライフ』を1つ失う。
- GP（ガッツポイント）…気力。HPがゼロになったときの補填や「スーパーアタック」「ストライカー」の発動に使用する。
- XP（経験値）…レベルアップに必要なポイント。敵にダメージを与えることで入手できるほか、お店でアイテムを買うことで入手できることもある。
- DEF（ディフェンス）…防御力。相手から受けるダメージや『HP』の最大値に影響する。
- SPD（スピード）…素早さ。プレイヤーキャラクターの動きの速度に影響する。
- WP（ウィルパワー）…根性。『GP』の最大値や「スーパーアタック」の威力に影響する。
- STR（ストレングス）…腕力。通常攻撃や投げの威力のほかに、クリティカル率にも影響する。

## ムーブ
レベルアップで習得する特殊な動作（Move）。習得するムーブとレベルは全キャラクター共通だが、動作や性能は異なる。
Dash Attack（Lv.2）
ダッシュ攻撃。ダッシュ中に攻撃すると、スライディングやエルボーなどの専用技を繰り出すようになる。
Back Attack（Lv.3）
後方攻撃。敵が背後にいる状態で攻撃すると、向きを変えずに後方へ攻撃を繰り出すようになる。
Counter（Lv.4）
カウンター。敵の攻撃がヒットする瞬間でのガード（ジャストガード）に成功すると、相手の攻撃を捌いて反撃する。
Low Attack（Lv.5）
下段攻撃。相手を転ばせることができるほか、ダウン中の相手に攻撃を当てることも可能。
Judo Throw（Lv.6）
背負い投げ。近距離にいる敵に有効で、相手を掴んで投げ飛ばす。相手のガードを無視して攻撃できるのが特徴だが、一部の敵には通じない。
Missile Throw（Lv.7）
ミサイルスルー。ダッシュ中にアイテムを投げると、アイテムが飛んでいくスピードが増し、敵を貫通するようになる。
Grapple Combo（Lv.8）
掴みコンボ。相手を掴んでからのボタン連打で、連続してダメージを与える。途中で「Judo Throw」に移行することも可能。「Judo Throw」同様、相手のガードを無視して攻撃できるが、一部の敵には通じない。
Double Attack（Lv.9）
ダブルアタック。「ファストアタック」から「ストロングアタック」への連続攻撃が可能になる。
Evade（Lv.10）
緊急回避。ローリング（前転や側転）を行い、前方に逃れる。動作中は敵やトラップの攻撃を受けない無敵状態になる。
Head Stomp（Lv.11）
ヘッドスタンプ。空中から急降下して相手を踏みつける。ヒット時は再び上空に飛び上がるため再発動が可能。
Ground and pound（Lv.12）
ダウン追い討ち。ダウン中の敵に有効で、ボタン連打で連続してダメージを与える。一部の敵には通じない。
Spin Attack（Lv.13）
スピンアタック。接触した敵にダメージを与える、攻撃判定を持った二段ジャンプ。「Head Stomp」に移行することも可能。
Grand slam（Lv.14）
マッハ叩き。アイテムを持っているときに攻撃すると、素早く連続で振り回すようになる。
Air Recovery（Lv.15）
空中受け身。自身が吹っ飛ばされているときに有効で、成功すると空中で体勢を整え、ダウンを回避する。
Tech Attack.1（Lv.16）
特殊攻撃1。キャラクターによって性能の異なるオリジナル技を繰り出す。
Tech Attack.2（Lv.×）
特殊攻撃2。キャラクターによって性能の異なるオリジナル技を繰り出す。レベルアップでは覚えることができず、習得には専用のアイテムが必要となる。

また、Ramonaのみ以下のムーブが使用可能。
Spawn Object（Lv.1）
スポーンオブジェクト。Ramona専用。『GP』を消費し、バッグからオブジェクト（武器アイテム）を1つ取り出す。出現するアイテムの種類はランダム。

## 登場人物
キャラクターの名前などはゲーム内で使用されているものに準ずる。

### プレイヤーキャラクター
Scott
スコット・ピルグリム。本作の主人公。「Sex Bob-omb（セックス・ボブオム）」ベース担当。
マイペースで何事にもだらしない典型的なダメ男だが、どこか憎めない性格。無職だが、ファイターとしての腕は州一番と評判。
全体的に攻撃の隙が小さく扱いやすい反面ローリングの移動距離が極端に短い、接近戦特化のキャラクター。
Kim
キム・パイン。主人公の元カノの一人。「Sex Bob-omb」ドラム担当。
口が悪く、ひねくれた性格をしているが、女の子らしい一面もある。レンタルビデオショップ「NO-ACCOUNT VIDEO」で働いている。
全体的に機動力に長け、プレイヤーキャラクターの中で最も『GP』が高い。
Stills
スティーブン・スティルズ。主人公の友人。「Sex Bob-omb」ギター担当。
バンドの顔役で、常識人。Scott、Kimとともに一流バンドの仲間入りを目指す。
プレイヤーキャラクターの中で最も『HP』に優れ、基本攻撃力も高い。
Ramona
ラモーナ・フラワーズ。主人公の恋人。「Sex Bob-omb」メンバーではないが、ボーカルを担当。
独特の雰囲気を持つ、アメリカ人女性。異空間「サブスペースハイウェイ」を利用し、ネット通販サイト『Amazon.CA』の配達員をしている。
プレイヤーキャラクターの中で最もジャンプ力に優れ、『GP』と基本攻撃力も比較的高め。歩く速度は速いがダッシュの速度は並。
専用ムーブ「Spawn Object」を使用可能。

このほか2名の隠しキャラクターが存在する。

### サポートキャラクター
Knives
ナイヴス・チャウ。主人公の元カノの一人。
中国系カナダ人の女子高生。純粋だが感情的になることも多く、思い込みが激しい性格。Scottに振られた後も、ストーカー気味に片思いを続ける。
全キャラクターの初期ストライカーだが「Knives追加パック」購入後はプレイヤーキャラクターとしても使用可能になる。
プレイヤーキャラクターとしての性能は、Kimをベースにした上で調整が加えられており、『GP』以外は攻撃力・機動力ともにKimとほぼ互角。
Mr.Chau
Knivesの父親。特定の条件を満たしたときに、ランダムでマップ画面に出現する敵キャラクター。
バトルに勝利することでロックが解除され、ストライカーとしての使用が可能になる。
ストライカー召還時は、手にした刀で画面内の敵を攻撃する効果を持つ。
Mrs.Chau
Knivesの母親。エリア各所にいるモブキャラクターの一人。
Knivesの初期ストライカーだが、ストライカーMr.Chauのロックが解除されると他のキャラクターでも使用可能になる。
ストライカー召還時は、敵1体を無力化し、画面外に逃亡させる効果を持つ。

### ボスキャラクター
Matthew Patel
マシュー・パテル。エリア1のボスで、邪悪な元カレ第1号。
褐色の肌をした有色人種。中学1年のときに1週間と半分だけラモーナと付き合っていた。
強力な魔力の持ち主で、悪魔っ娘を召還し、火の玉で攻撃してくる。
Lucas Lee
ルーカス・リー。エリア2のボスで、邪悪な元カレ第2号。
元プロのスケーター（スケートボーダー）で、現役の映画俳優。ラモーナとの交際期間は、中学3年のときに1ヶ月間だけ。
タフでクールな肉体派で、自慢のスケートボードを駆り、手下とともに連携攻撃を仕掛けてくる。
なお、彼のドロップアイテム「ミスリルスケートボード」は原作の再現演出であり、実際に入手・使用することはできない（Scottのスケートボードスキルが足りないため入手できずに消滅してしまう）。
Todd Ingram
トッド・イングラム。エリア3のボスで、邪悪な元カレ第3号。
モントリオール出身の超人気バンド「The Crash at Demon-head（ザ・クラッシュアットデーモンヘッド）」ベース担当。
驚異的なサイキックパワーの使い手で、その力は「ビーガン」と呼ばれる完璧な菜食主義を徹底することで行使が可能となっているもの。ただし、実際は密かに卵や乳製品も摂取しているため「ビーガン警察」にマークされている。
Roxanne Richter
ロクサーヌ・リヒター。エリア4のボスで、邪悪な元カレ（元カノ）第4号。
忍者見習いのぽっちゃり系女子で、本職は芸術家。邪悪な元カレ軍団の一人だが、れっきとした女性である。
ラモーナと同じくサブスペースハイウェイを利用可能で、彼女に戦闘技術も教えた。蛇腹剣を使うのは、映画版の設定を汲んだもの。
Kyle K.& Ken K
カイル・カタヤナギ（白色）＆ケン・カタヤナギ（黒色）。エリア5のボスで、邪悪な元カレ第5、6号。日系の双子。
ロボット開発に精通しているが、ロボット戦だけでなく肉弾戦にも長けており、二人がかりの攻撃技を使う。
ボス戦時の登場シーンでは、Kenの名前は「Kevin」として表示されるが、これは海外版『ダブルドラゴン3』のオープニングデモにおいて主人公の名前を誤記されてしまったことのパロディによるもの。エンディングの紹介シーンでは正しく「Ken」と表示される。
Robot-01
エリア5の中ボスの一人で、双子が作った白い小型ロボット。
Super Fighting Robot
エリア5の中ボスの一人で、双子が作った黒い超大型ロボット。
NegaScott
Scottの心の闇の存在。エリア6のボス。
特定の条件を満たすことで、プレイヤーキャラクターとしての使用が可能になる。
プレイヤーキャラクターとしての性能は、Scottをベースにした上で調整が加えられている。
基本攻撃力は全プレイヤーキャラクター中トップクラスだが『GP』が極端に低く、Scottの半分程度しかない。
Gideon Graves
ギデオン・グレイヴズ。最終エリアのボスで、邪悪な元カレ第7号。
表向きはライブハウス経営者・音楽プロデューサーとしての顔を持つ。
人を自らの抱える問題とともに心の中に閉じ込めてしまう感情兵器「光(The Glow)」を作り上げた。
戦闘時には体格が大きい「Super Gideon Graves」へと変身し、倒すと第二形態となって再登場。その姿は、それまでの邪悪な元カレたちを取り込んだ邪神のようなものとなっており、そこから更に追い詰めることで真のGideonと戦うことが可能となる。

### その他キャラクター
Wallace
ウォレス・ウェルズ。エリア各所にいるモブキャラクターの一人。
主人公のルームメイトのゲイ。面倒見がよく、Scottのよき協力者でもある。好みのタイプはメガネ男子。
隠しショップ「WALLACE'S MYSTERY SHOP（ウォレスのなぞのみせ）」の店員も務める。
Mobile
モービル。エリア各所にいるモブキャラクターの一人。
ウォレスの彼氏。ゲイ。サイキッカーで、様々なスキルの使い手。
隠しショップ「MOBILE'S SECRET HOUSE（モービルの秘密の店）」の店員も務めており、隠しムーブが習得できる特殊アイテム「スペシャルトレーニング」はここでしか購入することができない。
Joseph
ジョセフ。エリア各所にいるモブキャラクターの一人。
ゲイ。寡黙で口数は少ないが、一度口を開くと過激な発言が飛び出すことが多い。自室にホームスタジオを設置しており、「Sex Bob-omb」のレコーディングも手がける。
隠しステージのサウンドテストモード「Joseph's bedroom（ジョセフの寝室）」は彼の部屋である。

## 受賞
- Spike Video Game Awards 2010
  - Best Adapted Video Game部門・受賞[3]
  - Best Downloadable Game部門・受賞候補[4]